# Koidula (inslagkrater)
Koidula is een inslagkrater op de planeet Venus. Koidula werd in 1985 genoemd naar de Estische dichteres Lydia Koidula (1843-1886).
De krater heeft een diameter van 67 kilometer en bevindt zich in het quadrangle Atalanta Planitia (V-4).